# Angecourt
Angecourt é uma comuna francesa na região administrativa de Grande Leste, no departamento Ardenas. Estende-se por uma área de 3,74 km². Em 2010 a comuna tinha 395 habitantes (densidade: 105,6 hab./km²).